# Chlidones apicalis
Chlidones apicalis là một loài bọ cánh cứng trong họ Cerambycidae.